# Matteo Marchetti
Matteo Marchetti (Roma, 10 novembre 1989) è un arbitro di calcio italiano.

## Carriera
Nei tre anni trascorsi in Serie D, nella stagione 2011-2012 ha diretto anche la semifinale di Coppa Italia Dilettanti Pisa-Verbania. Al termine di queste stagioni viene promosso in Serie C.
Nel 2020 viene promosso in Serie B, categoria in cui esordisce il 4 ottobre 2020 dirigendo Cittadella-Brescia, terminata 3-0.
Nella stagione 2020-2021 esordisce in Serie A, il 20 febbraio 2021, in occasione del match Genoa-Verona (2-2).
Il 21 agosto 2022, durante Empoli-Fiorentina (seconda giornata di Serie A) si infortuna, venendo sostituito dal collega Juan Luca Sacchi.
Il 1º marzo 2023, nell'ambito di una collaborazione tra l'AIA e la Federazione Cipriota, dirige APOEL Nicosia-Omonia Nicosia, gara valevole per i quarti di finale della Coppa nazionale di Cipro, coadiuvato da assistenti arbitrali locali e dal VAR italiano Luigi Nasca.
Il 17 maggio 2023, nell'ambito di una collaborazione tra la Federazione Cipriota e l'AIA, insieme al VAR Alessandro Prontera, dirige la partita APOEL Nicosia-AEK Larnaca, gara del massimo campionato cipriota.
Il 3 ottobre 2023 esordisce come arbitro internazionale in Lens-Arsenal (fase a gironi di Champions League), diretta da Marco Guida.
Il 9 novembre 2023 esordisce in Europa League come quarto ufficiale in Lask-Union SG (3-0) diretta da Simone Sozza.